# El Tarra
El Tarra es un municipio colombiano ubicado en el departamento de Norte de Santander. Su población es de 12.766 habitantes, de los cuales 9.498 residen en la zona urbana y 3.268 en la rural. Fue fundado el 26 de noviembre de 1990.
Alcalde Municipio de El Tarra, Norte de Santander
Eyder Robles Ortiz, periodo 2024-2027.

## Toponimia
El topónimo El Tarra proviene del vocablo indígena Motilón-barí Tarra, que significa: «encerrado entre ríos», «lugar de defensa».

## División Político-Administrativa
Además de su Cabecera municipal. El Tarra tiene bajo su jurisdicción los siguientes Centros poblados:
- El Paso
- Filo Gringo
- La Campana
- Orú

## Historia
En la época precolombina, la región del Catatumbo estuvo rodeada por numerosas familias de indígenas motilonas, que formaban grupos constituidos por aproximadamente 50 personas; estos habitaban comunidades de casas o bohíos. La primitiva población de esta región fueron desplazados de estas tierras en 1940, cuando fueron descubiertos los primeros pozos petrolíferos. Es por este hecho que inicia la colonización de El Tarra, pues el asentamiento de diferentes familias provenientes de pueblos vecinos y otras regiones del país, motivada por la búsqueda de mejores condiciones de vida y con la aspiración de trabajar en la compañía extranjera, hace que adquieran tierras en esta región, y que construyeran viviendas al borde de la vía de Orú, Filogringo, Bellavista y El Tarra.
A partir de 1943, se levantaron las primeras cabañas o ranchos sobre la zona carreteable donde hoy está ubicado el centro urbano, por Manuel Antonio Díaz, Jesús Zambrano, Rosario Gómez, Otoniel Sanguino, Ramón Téllez y José del Carmen Sánchez.

## Geografía
El municipio de El Tarra está localizado a una altitud de 270 metros sobre el nivel del mar y su extensión es de 675 km². La temperatura media es de 28 °C. Distancia: 159 km de Cúcuta. Sus coordenas geográficas es: Longitud al oeste de Greenwich 73.º 59' y Latitud Norte 8.º 35'.
Limita al norte con Tibú, al sur con San Calixto, al oriente con Tibú y al occidente con Teorama. Sus ríos son: El Catatumbo, Tarra y Orú. Es parte de la región norte del departamento.
1. 1 2 3  «Información general de El Tarra». Alcaldía del municipio. Consultado el 1 de mayo de 2015.
2. ↑  «Censo 2018 - Población ajustada por cobertura». DANE. Consultado el 1 de marzo de 2025.

## Economía Municipal
- La producción agrícola: Plátano, yuca, café, cacao, maíz y fríjol.
- La producción pecuaria: bovinos, porcinos y aves de corral.

## Festividades
- 12 al 16 de agosto: Fiestas patronales.
- 26 al 29 de noviembre: Ferias y fiestas.
- 30 de agosto: Festival de música campesina y baile de la machetilla.

## Sitios turísticos
- Puente natural Filo El Gringo - San Isidro
- Río Presidentico
- La Hamaca
- Caño Seco
- La cristalina (límite entre El Tarra y San Calixto)
- Pozo Azul (Filo El Gringo)

## Créditos
Este artículo contiene texto y/o imágenes de http://www.cucutanuestra.com, quien mediante autorización aceptó que se publicara bajo la Licencia de Documentación Libre de GNU.
- Datos: Q1577131
- Multimedia: El Tarra / Q1577131